# Guigant
Guigant (en rus: Гигант) és un poble (un possiólok) de l'óblast de Rostov, a Rússia, que en el cens del 2010 tenia 10.249 habitants, és la seu administrativa del districte homònim.